# Sphenomorphus tridigitus
Sphenomorphus tridigitus — вид сцинкоподібних ящірок родини сцинкових (Scincidae). Мешкає в Індокитаї.

## Поширення і екологія
Sphenomorphus tridigitus мешкають в центральному В'єтнамі і південному Лаосі. Вони живуть у вологих гірських тропічних лісах, на висоті від 940 до 1470 м над рівнем моря.

## Збереження
МСОП класифікує стан збереження цього виду як близький до загрозливого. Sphenomorphus tridigitus може загрожувати знищення природного середовища.